# 野中到 (気象学者)

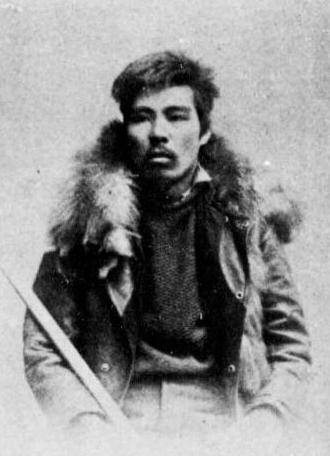
野中到

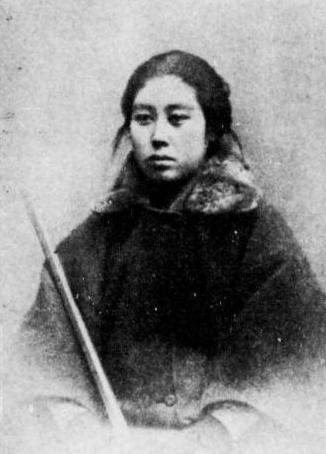
妻・千代子

野中 到（のなか いたる、1867年9月19日（慶応3年8月22日） - 1955年（昭和30年）2月28日）は、日本の気象学者。妻・千代子と共に富士山頂で最初の越冬観測を試みたことで知られる。
多くの場合、野中至と表記されるが、本名は「到」であり、「至」はペンネームである。墓所は妻・千代子と共に東京都文京区の護国寺にある。

## 略歴
筑前福岡藩士・野中勝良の息子として筑前国（現・福岡県）に生まれる。富士山観測所の設立を思い立ち、1889年に大学予備門（現・東京大学）を中退。この年、富士山頂久須志岳の石室で中村精男ほか2名が、山中湖畔では近藤久治朗が38日間、初めて正式な気象観測を開始している。当時はまだ高地測候所は信州にしかなく、高山での観測は年に数回に限られていたが、野中は富士山での年中観測を目指した。
1895年2月16日に富士山冬季初登頂を果たし、富士山頂での越冬が可能であることを確信、同年夏に再び登頂して私財を投じて測候用の小屋（約6坪）を剣ヶ峰 (富士山)に新設、中央気象台の技師らも合流した。剣ヶ峰にした理由を「風が弱いところは積雪が多いため、積雪の少ない風の強いところを選んだ」と語っている。9月末に食料など備蓄財の調達のため一旦下山し、閉山後の10月に再び登頂。妻・千代子も10月半ばに合流。高山病と栄養失調で歩行不能になる。12月に慰問に訪れた弟の野中清らによって夫妻の体調不良がわかり、中央気象台の和田雄治技師らの救援で月末に両者とも下山し、山麓の滝河原に逗留、村人の手厚い保護を受けたのち、小石川原町の自邸に戻る。
野中夫妻のこの決死の冒険は評判をよび、小説や劇になった。越冬断念により十分な結果が得られなかったことから、1899年（明治32年）本格的な観測所の建設を目指し、富士観象会を設立、富士山気象観測への理解と資金援助を呼びかけた。その後も絶えず登山し観測を続け、野中の事業はのちに中央気象台に引き継がれた。
妻の千代子は、福岡藩黒田家のお抱え能楽師、喜多流シテ方梅津只円の娘である。

## 年譜
- 1867年（慶応3年）：筑前国早良郡鳥飼村（後の鳥飼村、現・福岡市中央区）に生まれる。
- 1889年（明治22年）：大学予備門（東大教養学部の前身）中退。
- 1892年（明治25年）：母方の従妹である福岡藩喜多流能楽師の娘・梅津千代子（戸籍名・チヨ）と結婚（到との間に早世した娘・園子を除き6人の子をなした）。
- 1895年（明治28年）1月・2月：富士山頂通年観測の準備のため2度の冬季登山を行う。
  - 8月30日：富士山頂に私財を投じて日本最初の富士気象観測所を建設。
  - 10月1日：千代子と共に気象観測を開始。
  - 12月22日：病気のため越年観測を断念し下山[12]。
    - 三浦謹之助は脚気の研究をしていて、ベルツとの共著で「富士山頂の脚気」という論文を発表している[13]。
- 1901年（明治34年）8月：春陽堂より観測記録を含む著書『富士案内』刊行。
- 1905年（明治38年）：経営危機にあった御殿場馬車鉄道を買収し個人で運営（野中御殿場馬車軌道）[14]。
- 1923年（大正12年）2月22日：千代子死去。
- 1955年（昭和30年）2月28日：死去、87歳。

## 野中夫妻を題材とした作品
挫折したものの夫婦による富士越冬観測の試みは当時大きな反響を呼び、翌1896年（明治29年）には早くも伊井蓉峰により劇化され上演された。同年9月には落合直文により登山記録をもとにした実録小説『高嶺の雪』が刊行された（生前の至はこの作品を事実に近いものとして推奨していた）。1948年（昭和23年）の橋本英吉著「富士山頂」は同年、映画化されている。野中夫妻を題材とした作品で最も知られているのは新田次郎の小説『芙蓉の人』（1971年（昭和46年）刊）であり、テレビドラマ化されている。

## 映画化
- 「富士山頂」1948年 新東宝 原作：橋本英吉 監督：佐伯清 主演：藤田進（野中至）、三宅邦子（千代）
- 「富士山頂」1967年 東映 原作：橋本英吉 監督：山下秀雄 主演：森川公也（野中至）、池田昌子（千代）、森幹太

## テレビドラマ化
- 「芙蓉の人」1973年 NHK 演出：中山三雄 主演：長門裕之（野中至）、八千草薫（千代子）
- 「芙蓉の人」1977年 12ch 演出：矢崎一雄 主演：中村嘉葎雄（野中至）、五大路子（千代子）
- 「芙蓉の人」1982年 NHK 演出：佐藤和哉 主演：滝田栄（野中至）、藤真利子（千代子）
- 「芙蓉の人〜富士山頂の妻」2014年 NHK 演出 - 清水一彦、土井翔平 主演：佐藤隆太（野中至）、松下奈緒（千代子）

## 著書
- 野中至・野中千代子『富士案内 芙蓉日記』（大森久雄・編）平凡社ライブラリー、2006年 ISBN 4582765637